# Spolek sběratelů a přátel exlibris
Spolek sběratelů a přátel exlibris (SSPE) je spolkem podle zákona č. 89/2012 Sb, občanský zákoník, který sdružuje sběratele, výtvarníky a zájemce o 
exlibris, příležitostnou a volnou grafiku. Spolupracuje s domácími i zahraničními společenskými a kulturními institucemi a zahraničními organizacemi pro sběratelství exlibris a s mezinárodní federací exlibristických společností FISAE (Fédération internationale des sociétés d´amateurs d´ex-libris).

## Hlavní činnost a cíle SSPE
Hlavním předmětem zájmu spolku je drobná užitková grafika, zejména exlibris (z latinského ex libris – z knih), česky knižní značka, která je malým grafickým dílem, které se umisťuje na vnitřní stranu přední desky knih a informuje o majiteli knihy. V současné době jsou exlibris především uměleckým a sběratelským předmětem. Hlavními cíli je podpora  sběratelství a tvorby exlibris, sdružování sběratelů s umělci, šíření povědomí a vzdělávání veřejnosti o umělecké hodnotě exlibris a drobné užitkové grafiky, organizace výstav a soutěží a také badatelská a vydavatelská činnost v oboru exlibris.

## Založení spolku
Spolek byl založen v roce 1918 jako Československý spolek sběratelů a přátel exlibris v Praze (ustavující valná hromada v Pražském hotelu Palace, 16. 11. 1918), aby sdružoval milovníky exlibris a podporoval jejich tvorbu a sběratelství. Ještě před založením spolku byl propagátorem exlibris v českých zemích básník Stanislav Kostka Neumann. Dalšími aktivními sběrateli a propagátory exlibris ještě před vznikem ČR byli zejména překladatel a nakladatel Hugo Kosterka, spisovatel a překladatel Karel Jaroslav Obrátil a spisovatel a učitel Bedřich Beneš Buchlovan, bibliograf Ladislav Jan Živný, kteří byli členy Odboru exlibris Spolku českých bibliofilů. Prvním předsedou spolku po jeho založení byl zvolen stavební inženýr a podnikatel Pavel Pavlát. Spolek sběratelů exlibris je nejstarším spolkem s nepřerušenou činností v České republice. 

## Historie spolku

### 1918 až 1939
Po svém založení se spolek rychle rozvíjel, v roce 1919 měl 73 členů, v roce 1921 188 členů a v roce 1923 již 342 členů. V roce 1925 bylo na VII. řádné valné hromadě rozhodnuto, že z ekonomických důvodů splyne spolek se Spolkem českých bibliofilů, jehož činnost byla po desetileté přestávce v roce 1924 obnovena. Přehlasovaná část členů, která se splynutím nesouhlasila, podala proti tomuto rozhodnutí odůvodněnou stížnost na Policejní ředitelství v Praze a založila Kroužek sběratelů a přátel exlibris v Praze (Kroužek českých exlibristů). Stížnosti byla uznána jako oprávněná. Ve vedení kroužku působil Vácslav Rudl a Jaromír Malý. Kroužek měl zpočátku 60, později asi 200 členů a dále rozvíjel spolkovou, výstavní i ediční činnost. Vydal také v roce 1926 významnou publikaci Bedřicha Beneše Buchlovana Moderní české exlibris, ve které je popsáno na 5000 českých exlibris. V roce 1926 byla v průběhu Mezinárodního sjezdu knihovníků a přátel knihy v Praze uspořádána v Uměleckoprůmyslovém muzeu rozsáhlá Výstava českého exlibris a supralibros. Kroužek českých exlibristů pak znovu v roce 1930 splynul s exlibristickou sekcí Spolku českých bibliofilů v Československý spolek sběratelů a přátel exlibris. 

### Válečné období
Oslavy 20. výročí spolku se vzhledem k Mnichovské dohodě nekonaly. Spolek vyvíjel omezenou činnost i během II. světové války. V roce 1940 bylo z názvu spolku vypuštěno slovo Československý. V září 1939 byl uvězněn předseda spolku Jaromír Malý. V roce 1944 zřídilo Uměleckoprůmyslové muzeum v Praze ve spolupráci se SSPE oddělení exlibris. O smutné době vypovídá předání sedmi Žižkových děkovných listů (pojmenovány dle jejich iniciátora majora čs. armády Jana Žižky, legionáře, sběratele a člena výboru SSPE) na valné hromadě spolku v srpnu 1945. Pět z nich uděleno in memoriam – Janu Žižkovi, zastřelen 9.5.1945 na barikádě v Dejvicích při boji o Prahu; K.J. Obrátilovi, umučen 5. dubna 1945 na Pankrác; učiteli Hubertu Sekerovi a školnímu inspektorovi Jaroslavu Dobrovskému, umučeni v koncentračních táborech; a akademickému malíři Otakaru Štáflovi, usmrcen při náletu spojenců v únoru 1945 na pražských Vinohradech. Další dva děkovné listy pak byly předány Jaromíru Malému, který se po téměř šesti letech vrátil z koncentračního tábora, a další Ctiboru Šťastnému, který také hrůzu koncentráku přežil. V září 1945 měl spolek 366 členů. 

### 1948–1989
Převrat v roce 1948 zasáhl do činnosti spolku. Stejně jako za protektorátu přestal v roce 1952 vycházet obnovený časopis Knižní značka. činnost spolku byla v padesátých letech až do roku 1989 převedena do Klubu školství a kultury ROH v Praze (palác Savarin) a také mimopražské skupiny vyvíjely činnost  v rámci kulturních odborů ROH různých podniků. Od roku 1952 se znovu konaly každoroční sjezdy sběratelů. Sběratelství se dařilo, tvorba českých a slovenských výtvarníků v oblasti exlibris měla vysokou mezinárodně uznávanou úroveň, počet registrovaných členů spolku převýšil 600. Z větších akcí je třeba připomenout rozsáhlou mezinárodní výstavu 830 exlibris v roce 1966 v Olomouci, ke které byl vydán katalog Euro-exlibris ´66. V roce 1974 bylo zahájeno pořádání trienále exlibris v Chrudimi a založen Kabinet exlibris v Chrudimi, který je spravován Památníkem národního písemnictví. Od padesátých let do roku 1989 byla značně omezena možnost účasti českých a slovenských sběratelů i výtvarníků na zahraničních a mezinárodních akcích. Na mezinárodní kongresy byli obvykle vysláni jen dva vybraní výtvarníci a někdo z funkcionářů spolku. Výjimkou bylo uvolnění v roce 1968, kdy 12. mezinárodní kongres a zároveň 1. kongres FISAE v červenci v italském Como navštívila 29členná skupina z Československa, zato domácí sjezd plánovaný na září v Pardubicích byl z rozhodnutí státních orgánů zrušen.

### Po roce 1989
Po roce 1989 funguje spolek jako zájmové sdružení sběratelů, výtvarníků a zájemců o exlibris a je financován především z příspěvků členů. V roce 1996 byl v Chrudimi uspořádán 26. mezinárodní sjezd FISAE (Fédération internationale des sociétés d´amateurs d´ex-libris), kterého se zúčastnilo včetně hostů přes 600 zájemců, sběratelů a výtvarníků ze 30 zemí. Byla uspořádána Mezinárodní přehlídka exlibris 1994–1996 (661 autorů z 36 zemí). V roce 2018 se u příležitosti 100 let nepřetržitého trvání spolku konala slavnostní valná hromada v sále Národního památníku na Vítkově, kde bylo 100 vybraných členů oceněno děkovným listem s grafikou od Vladimíra Suchánka. Každý z účastníků obdržel plaketu od sochaře Michala Vitanovského. 
Další mezinárodní kongres FISAE, a to 37., se pak konal na 100. výročí SSPE v Praze v hotelu Pyramida v srpnu 2018. Zahájení proběhlo ve Strahovském klášteře, zúčastnilo se 544 účastníků ze 36 zemí. Bylo nainstalováno několik výstav, největší z nich v Národním památníku na Vítkově s názvem Ta kniha patří mně a také výstava Mezinárodní soutěže exlibris, které se zúčastnilo 694 výtvarníků ze 49 zemí.

## Každoroční činnost SSPE
Spolek pořádá obvykle na podzim každoroční sjezd v různých městech České republiky. První sjezd byl v roce 1925 v Plzni. Sjezd neproběhl pouze ve válečných a těsně poválečných letech (1941–1951) a v  roce 1968. V letech 1996 a 2018 byl nahrazen mezinárodním kongresem v Chrudimi a v Praze. Na jaře se  obvykle v Praze koná valná hromada spolku spojená s výměnou exlibris. Oblíbenými akcemi je jarní setkání sběratelů a adventní večer – spojeno s přednáškami a výměnou exlibris. Některé výměnné akce jsou organizovány lokálními sekcemi spolku například v Moravské Třebové nebo Pardubicích. Spolek pořádá nebo se podílí na konání výstav exlibris a drobné grafiky. Z pravidelné výstavní činnosti je nutno uvést Trienále českého exlibris, které se konalo do roku 1974 v Chrudimi a od roku 2023 v Teplicích. V Hradci Králové je od roku 1982 pořádána Žeň/Žatva českého a slovenského exlibris s přehlídkou exlibris za předcházející rok. K oběma akcím je vydáván katalog. Čtyřikrát ročně je vydáván barevný časopis Knižní značka s přílohami grafik nebo slovníkových listů tvůrců exlibris. V roce 2002 bylo obnoveno vydávání Sborníku. Spolek dále vydává příležitostné grafické listy, soubory exlibris, soupisy autorských exlibris, zájmové publikace ap. Oblíbené jsou internetové aukce exlibris, které probíhají mimo prázdniny každý měsíc pod obětavým vedením Zdeňka Řeháka. Jednotliví členové se účastní zahraničních a mezinárodních akcí jiných organizací sběratelů exlibris. V roce 2024 měl spolek 322 členů, z toho 278 jednotlivců z ČR, 25 ze zahraničí, zbytek tvoří instituce a jiné spolky.

## Vydavatelská činnost
Časopis Knižní značka začal vycházet v prvních letech po založení spolku jako list o několika stranách již od března 1920 spolu s Ročenkou a Sborníkem. Od listopadu roku 1924 vycházela v pražském týdeníku Samostatnost každý druhý čtvrtek hlídka Česká knižní značka. Do března 1939 bylo vydáno 172 těchto hlídek (redaktory byli Jaromír Malý a od roku 1935 Otakar Hradečný). Časopis Knižní značka pak byl obnoven v roce 1937 a je vydáván dosud s tím, že vydávání bylo přerušeno v nesvobodných letech 1941–1945 (náhradou vydáno 30 dvoustránkových Zpráv o činnosti v redakci Jana Žižky a Otakara Hradečného) pak znovu přerušeno od roku 1952 do roku 1993 (náhradou byly po celé období Zprávy SSPE). Obnovený časopis vychází od roku 1994, v současné době 4× ročně barevně v rozsahu 36 stran a dlouhodobě jej rediguje Jan Langhammer. 
V letech 1923 až 1943 byl vydáván Sborník pro exlibris a jinou užitkovou grafiku, celkem vyšlo 5 ročníků. Sborník pro exlibris a drobnou grafiku vychází nyní od roku 2002 (redaktoři postupně Milan Humplík, Felix Černoch, Ladislav Žák)
Slovník tvůrců exlibris – nepravidelná příloha časopisu Knižní značka v jednotlivých listech od roku 1997. Do roku 2024 bylo zpracováno 179 autorů. 
SSPE dále vydává Soupisy exlibris jednotlivých autorů, katalogy výstav, zájmové publikace o exlibris.
SSPE je též editorem grafických souborů pro subskribenty nebo oblíbených souborů Ipse sibi, kterých vyšlo v letech 1988–2011 celkem třináct. Ke sjezdům a setkáním bývá vydána příležitostná grafika. 